# Bodoni
Bodoni são as famílias tipográficas com serifa projetadas inicialmente por Giambattista Bodoni (1740-1813) no final do século XVIII e frequentemente revividos desde então. As famílias tipográficas de Bodoni são classificados como Didone ou modernas. Bodoni seguiu as ideias de John Baskerville, como encontrado no tipo de impressão Baskerville—aumento do contraste do traço, refletindo o desenvolvimento da tecnologia de impressão e um eixo mais vertical—mas levou-os a uma conclusão mais extrema. Bodoni tinha uma longa carreira e seus projetos mudavam e variavam, terminando com um tipo de letra com uma estrutura subjacente levemente condensada com serifas planas e não bordadas, contraste extremo entre traços grossos e finos e uma construção geométrica em geral.

## Inspiração

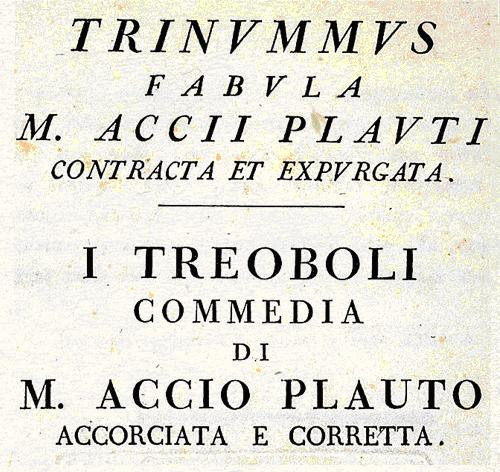
Exemplo de uma publicação utilizando a versão original da Bodoni (século XVIII).

Bodoni admirou o trabalho de John Baskerville e estudou detalhadamente os designs dos fundadores de tipografia franceses Pierre Simon Fournier e Firmin Didot. Embora ele tenha se inspirado no trabalho desses designers, sobretudo de Didot, sem dúvida Bodoni encontrou seu próprio estilo para suas fontes, que merecidamente ganharam aceitação mundial entre os impressores.